# Лејк Хенри (Минесота)
Лејк Хенри (енгл. Lake Henry) град је у америчкој савезној држави Минесота.

## Демографија
По попису из 2010. године број становника је 103, што је 13 (14,4%) становника више него 2000. године.
| Група             | 2000.       | 2010.        |
| Белци             | 90 (100,0%) | 103 (100,0%) |
| Афроамериканци    | 0 (0,0%)    | 0 (0,0%)     |
| Азијати           | 0 (0,0%)    | 0 (0,0%)     |
| Хиспаноамериканци | 0 (0,0%)    | 0 (0,0%)     |
| Укупно            | 90          | 103          |